# Vinice Mabansagová
Vinice Villorente Mabansagová (* 15. listopadu 2022 Manila) je filipínská dívka, kterou Filipínská populační a rozvojová komise a OSN považuje za symbolicky osmimiliardtou osobu na Zemi.

## Život
Narodila se 15. listopadu 2022 v nemocnici Dr. Jose Fabella Memorial Hospital v 1:29 místního času. Podle lékaře Romea Bituina proběhl porod normálním způsobem. Jejími rodiči jsou Alvin Mabansag, kterému bylo v době jejího narození 29 let, a Margaret Mabansagová, které bylo 28 let. Krátce po narození jí Filipínská populační komise za potlesku všech sester na klinice předala uvítací dort.